# 阿気村
阿気村（あげむら）は秋田県平鹿郡にあった村。現在の横手市北西部、概ね大雄の西半、雄物川右岸にあたる。

## 地理
- 河川：雄物川、油川

## 歴史
- 1889年（明治22年）4月1日 - 町村制の施行により、近世以来の阿気村が単独で自治体を形成。
- 1955年（昭和30年）4月1日 - 田根森村と合併して大雄村が発足。同日阿気村廃止。